# Kyllinga pulchella
Kyllinga pulchella är en halvgräsart som beskrevs av Carl Sigismund Kunth. Kyllinga pulchella ingår i släktet Kyllinga och familjen halvgräs. Inga underarter finns listade i Catalogue of Life.